# زيتش (مقاطعة تشرداول)
زيتش (بالفارسية: زیچ) هي قرية تقع في قسم هليلان الريفي (مقاطعة تشرداول) في إيران. يقدر عدد سكانها بـ 48 نسمة .